# Karl Struss

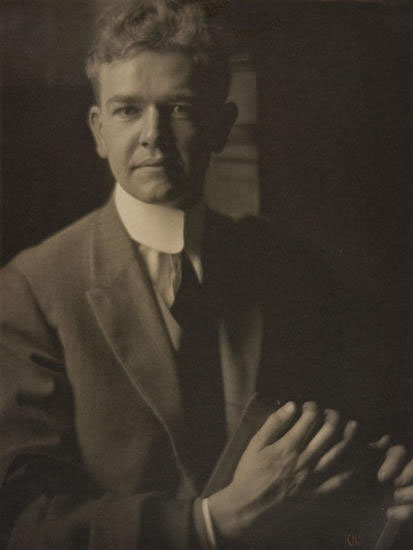
Karl Struss (1912)

Karl Fischer Struss (* 30. November 1886, New York; † 16. Dezember 1981, Santa Monica, CA) war ein US-amerikanischer Fotograf und Kameramann, der in den frühen Tagen des Films, mit anderen, eine Schlüsselrolle bei der Entwicklung und Verwendung der Filmkamera spielte.
Struss erhielt als erster Kameramann den Oscar und wurde drei weitere Male dafür nominiert.

## Leben
Karl Fischer Struss war das Jüngste der sechs Kinder des Henry W. Struss und seiner Frau Marie. Einigen Quellen zufolge beendete er wegen einer Krankheit nicht die High-School. Anderen Quellen nach graduierte er an der DeWitt Clinton High School in New York City.
Ab 1903 arbeitete Struss zehn Jahre lang in der Manufaktur seines Vaters. Während dieser Zeit besuchte er (seit 1908) Abendkurse in Fotografie am Columbia University Teacher’s College.
Insgesamt studierte Struss vier Jahre Fotografie, bevor er sich in Los Angeles niederließ und von 1914 bis 1919 sein eigenes Fotoatelier führte.
Im Jahr 1919 engagierte ihn Cecil B. DeMille. Relativ schnell wurde Struss zusammen mit Charles Rosher zu einem der führenden Kameramänner der noch jungen Filmbranche. Rosher und Struss arbeiteten oft zusammen und teilten sich 1929 den ersten Oscar für die Beste Kamera überhaupt, für ihre Arbeit an F.W. Murnaus Sonnenaufgang – Lied von zwei Menschen (Sunrise).
Viele Innovationen Struss' werden fälschlicherweise anderen Leuten zugeschrieben, so etwa die Benutzung von Infrarotfiltern bei der Verwandlungsszene in Dr. Jekyll und Mr. Hyde von Rouben Mamoulian (1931).
Struss bildete einige der besten Kameraleute der 1950er-Jahre aus, darunter George Clemens, der später die Kamera für die Fernsehserie Twilight Zone übernahm. Bis 1959 stand Struss oft für den Regisseur Kurt Neumann hinter der Kamera. Sein vorletzter Film war Die Fliege (1958). Hier verwendete er den mittlerweile berühmt gewordenen „Blick durch das Fliegenauge“.
Zwischen 1960 und 1970 drehte Struss ausschließlich Werbespots für das Fernsehen.
Karl Fischer Struss starb am 16. Dezember 1981 in Santa Monica, Kalifornien. Es gibt immer wieder Ausstellungen, die die Fotografien von Karl Struss zeigen.

## Filmografie (Auswahl)
- 1921: Anatol, der Frauenretter (The Affairs of Anatol)
- 1925: Ben Hur (Ben-Hur: A Tale of the Christ)
- 1926: Sperlinge Gottes (Sparrows)
- 1927: Sonnenaufgang – Lied von zwei Menschen (Sunrise)
- 1928: Fanfaren der Liebe (Drums of Love)
- 1928: Komödie einer Liebe (The Battle of the Sexes)
- 1929: Die Lady von der Straße (Lady of the Pavements)
- 1929: Der Widerspenstigen Zähmung
- 1929: Coquette
- 1930: Der Tolpatsch (Lummox)
- 1930: Abraham Lincoln
- 1931: Skippy
- 1931: Dr. Jekyll und Mr. Hyde (Dr. Jekyll and Mr. Hyde)
- 1932: Im Zeichen des Kreuzes (The Sign of the Cross)
- 1932: Insel der verlorenen Seelen (Island of Lost Souls)
- 1933: The Story of Temple Drake
- 1934: Jagd nach dem Glück (The Pursuit of Happiness)
- 1934: Die Schöne der neunziger Jahre (Belle of the Nineties)
- 1935: Mississippi
- 1935: Goin’ to Town
- 1936: Auf in den Westen (Go West, Young Man)
- 1936: Hollywood Boulevard
- 1937: Waikiki Wedding
- 1937: Jeder Tag ein Feiertag (Every Day’s a Holiday)
- 1939: Some Like It Hot
- 1939: Zenobia, der Jahrmarktselefant (Zenobia)
- 1940: Rhythm on the River
- 1940: Der große Diktator (The Great Dictator)
- 1941: Aloma, die Tochter der Südsee (Aloma of the South Seas)
- 1943: Von Agenten gejagt (Journey into Fear)
- 1943: Riding High
- 1946: Tarzan und das Leopardenweib (Tarzan and the Leopard Woman)
- 1946: Der Todesreifen (Suspense)
- 1947: Die Affäre Macomber (The Macomber Affair)
- 1947: Michael schafft Ordnung (Heaven Only Knows)
- 1948: Abenteuer im Wilden Westen (The Dude Goes West)
- 1949: Die Herrin von Atlantis (Siren of Atlantis)
- 1949: Tarzan und das blaue Tal (Tarzan's Magic Fountain)
- 1949: Gefängnis ohne Gitter (Bad Boy)
- 1950: Die Rückkehr von Jesse James (The Return of Jesse James)
- 1950: Rakete Mond startet (Rocketship X-M)
- 1951: Tarzan und die Dschungelgöttin (Tarzan's Peril)
- 1952: Rampenlicht (Limelight)
- 1952: Tarzan, der Verteidiger des Dschungels (Tarzan's Savage Fury)
- 1952: Die Rose von Cimarron (Rose of Cimarron)
- 1952: Lady Possessed
- 1953: Sizilianische Leidenschaft (Cavalleria rusticana)
- 1953: Tarzan bricht die Ketten (Tarzan and the She-Devil)
- 1954: Zwei Nächte mit Cleopatra (Two Nights with Cleopatra)
- 1956: Mohawk
- 1957: Kronos
- 1958: Die Fliege (The Fly)
- 1959: Der Tod fährt erster Klasse (The Rebel Set)

Dazu arbeitete Struss auch für zahlreiche Episoden der Fernsehserie Broken Arrow. Insgesamt stand Struss für fast 140 Filme hinter der Kamera.